# Phoxim
Phoxim ist eine organische Verbindung aus der Gruppe der Thiophosphorsäureester, die vor allem in der Veterinärmedizin und beim Holzschutz als Insektizid und Akarizid eingesetzt wird. Sie liegt in Form einer gelben bis rötlichen Flüssigkeit vor. Strukturell eng verwandte Verbindungen sind das Chlorphoxim und das Phoxim-Methyl.

## Geschichte
Phoxim wurde 1968 von Bayer unter dem Namen Baythion auf den Markt gebracht.

## Wirkprinzip
Die Wirkung als Kontakt-, Fraß- und Atemgift beruht nach metabolischer Desulfurierung zum Phosphorsäureester auf der Hemmung der Acetylcholinesterase. Die beiden Stereoisomere des Phoxims besitzen eine unterschiedlich starke Wirkung als Insektizid. Dabei wirkt das cis-Isomer – gemessen als KT50-Wert – sowohl als Kontakt- als auch als Fraßgift schneller auf Organismen wie Stubenfliegen oder die Larven von Gemeiner Stechmücke und dem Eulenfalter Mythimna separata als das trans-Isomer. Die Stereoselektivität ist je nach Art unterschiedlich stark ausgeprägt; besonders ausgeprägt ist sie bei Stechmückenlarven.

## Zulassung
Die Zulassung von Pflanzenschutzmitteln, die Phoxim enthalten, wurde in Europa am 21. Juni 2007 widerrufen. Auch in der Schweiz sind keine Pflanzenschutzmittel mit diesem Wirkstoff zugelassen.

## Nachweis
Eine akute Vergiftung kann durch Cholinesterasebestimmung oder Gaschromatographie nachgewiesen werden. Die zulässigen Höchstmengen in Tee und Getreide sowie in anderen pflanzlichen Lebensmitteln betragen nach der Rückstands-Höchstmengenverordnung zwischen 0,1 mg·kg−1 und 0,05 mg·kg−1.

## Handelsnamen
- Baythion
- Sebacil
- Valexon